# Mazda
Mazda Motor Corporation (яп. マツダ株式会社, Мацуда Кабусікі-ґайся) (TYO: 7261
) — японська автомобілебудівна компанія, що виробляє автомобілі «Мазда». Штаб-квартира — в Хіросімі. Входить до великого корпоративного конгломерату — холдингу Sumitomo Group.

## Назва
Назва походить від Ахура Мазда, древнього перського бога світла, також бога мудрості, розуму та гармонії. Він також є символом витоків східної та західної культур. Назва також походить від імені засновника компанії Мацуда, яке японською вимовляється Mazda.

## Власники та керівництво
Загальна кількість акціонерів Mazda Motor Corporation на 30 вересня 2007 року — 63 945, найбільший — Ford (33,6 %). Ринкова капіталізація на Токійській біржі на 27 листопада 2006 року — 1,09 трлн японських єн (близько 9,4 млрд дол.).
Голова ради директорів — Казухиде Ватанабе (Kazuhide Watanabe). Президент компанії — Хизаказу Імаки (Hisakazu Imaki).

## Історія
Свою історію фірма веде з 1960 року, коли був випущений перший серійний легковий автомобіль Mazda R360 Coupe (2-дверний пасажирський автомобіль). Раніше фірма, заснована в 1920 році, займалася виробництвом верстатів.

## Логотипи
| Період         | Емблема | Опис |
| -------------- | ------- | --- |
| 1936—1962      |         | У цій версії емблеми буква «M» була стилізована під герб Хіросіми.                                                                |
| 1962—1975      |         | У цій версії емблеми буква «M» була стилізована під шосе (ралійний стек).                                                         |
| 1975—1991      |         | У цей період Mazda не мала офіційного символу, використовувалася стилізована версія назви компанії.                               |
| 1991—1993      |         | Ці версії емблеми символізували крило, сонце і коло світла.                                                                       |
| 1994—1997      |         | Ці версії емблеми символізували крило, сонце і коло світла.                                                                       |
| 1997—2008      |         | Ці версії емблеми символізували крило, сонце і коло світла.                                                                       |
| 1997 — дотепер |         | Символ з оновленим дизайном був представлений в 1997 році; Він являє собою стилізовану літеру «М», що зображає розправлені крила. |

## Діяльність
У 2005 році компанія продала 1,15 млн автомобілів (у 2004-му — 1,1 млн). Виручка у фінансовому році, що завершився 31 березня 2006 року, склала 24,9 млрд дол. (зростання на 8,3 %), чистий прибуток — 1 млрд дол. (зростання на 45,7 %).

## Основні підрозділи та виробники автомобілів марки «Mazda»

### Штаб-квартира компанії та основні її підрозділи й заводи в Японії
- Японія: Mazda Motor Corporation. Штаб-квартира та головний офіс розташовані у м. Футю, повіт Акі, префектура Хіросіма. Офіси компанії у:
  - Район Чийода міста Токіо;
  - район Кіта-ку міста Осака;
- Науково-дослідні та випробувальні підрозділи Mazda Motor Corporation розташовані:
  - Науково-дослідний центр Hiroshima R&D — в повіті Акі, префектура Хіросіма;
  - Науково-дослідний центр в Йокогамі Mazda R&D Center Yokohama — в м. Йокогама;
- Основні заводи компанії розташовані у:
  - м. Футю, повіт Акі, префектура Хіросіма;
  - м. Хофу, префектура Ямаґуті;
  - м. Мійосі, префектура Хіросіма.

### Зарубіжні підрозділи та заводи, що виробляють автомобілі Mazda
- США: Auto Alliance International Inc (Ford Motor Company). Штаб-квартира і завод розташовані у м. Флет-Рок, штат Мічиган
- США: Mazda North American Operations Штаб-квартира і завод розташовані у м. Ірвайн, штат Каліфорнія
- США: Ford Motor Company Штаб-квартира розташована у м. Дірборн, штат Мічиган. Заводи у:
  - м. Канзас-Сіті, штат Канзас;
  - м. Едісон, штат Нью-Джерсі (закритий у 2004 році);
  - м. Сент-Пол, штат Міннесота (закритий у 2011 році)

- Нова Зеландія: Mazda Motors Of New Zealand Ltd Штаб-квартира і завод розташовані у м. Окленд

- Еквадор: Maresa Штаб-квартира і завод розташовані у м. Кіто

- Колумбія Compañía Colombiana Automotriz S.A. Штаб-квартира і завод розташовані у м. Богота

- ПАР: Ford Motor Company of SA (Pty) Ltd. Штаб-квартира у м. Порт-Елізабет (Східнокапська провінція). Заводи у:
  - м. Порт-Елізабет (Східнокапська провінція);
  - м. Преторія, (північно-східне передмістя Сільвертон)

- Кенія: Kenya Vehicle Manufacturers Ltd Штаб-квартира і завод розташовані у м. Тайка, Центральна провінція

- Південна Корея: Kia Motors Corporation Штаб-квартира розташована у м. Сеул. Завод Sohari Plant — в м. Кванмійон, провінція Кьонгі

- КНР: Chang'an Ford Mazda Motor Company Штаб-квартира і завод розташовані у м. Чунцін. Заводи у:
  - м. Чунцін (два заводи);
  - м. Нанкін, пров. Цзянсу;
  - м. Ханчжоу, пров. Чжецзян.

- Тайвань: Ford Lio Ho Motor Co Ltd. Штаб-квартира і завод у м. Чхун-Лі, повіт Таоюань, Тайвань

- Індія: SML Isuzu Limited (Swaraj Mazda). Штаб-квартира розташована у м. Чандігарх, штат Пенджаб. Завод — поблизу м. Рупнагар, штат Пенджаб

- Індонезія: PT National Motor Co. Штаб-квартира і завод розташовані у м. Джакарта

- Таїланд: Auto Alliance (Thailand) Co Ltd. Штаб-квартира та завод у м. Плаукданґ, провінція Районґ

- Філіппіни: Ford Motor Co Philippines Inc. Штаб-квартира та завод у м. Санта-Роса, провінція Лагуна

- Малайзія: Ford Malaysia Sdn Bhd. Штаб-квартира та завод у м. Шах-Алам, провінція Селангор

- В'єтнам: Vietnam Motors Corp. Штаб-квартира та завод у м. Ханой, район Тханьсуан

- Бельгія: Mazda Motor Europe GmbH Штаб-квартира і завод розташовані у м. Вілворде, пров. Фламандський Брабант

## Модельний ряд

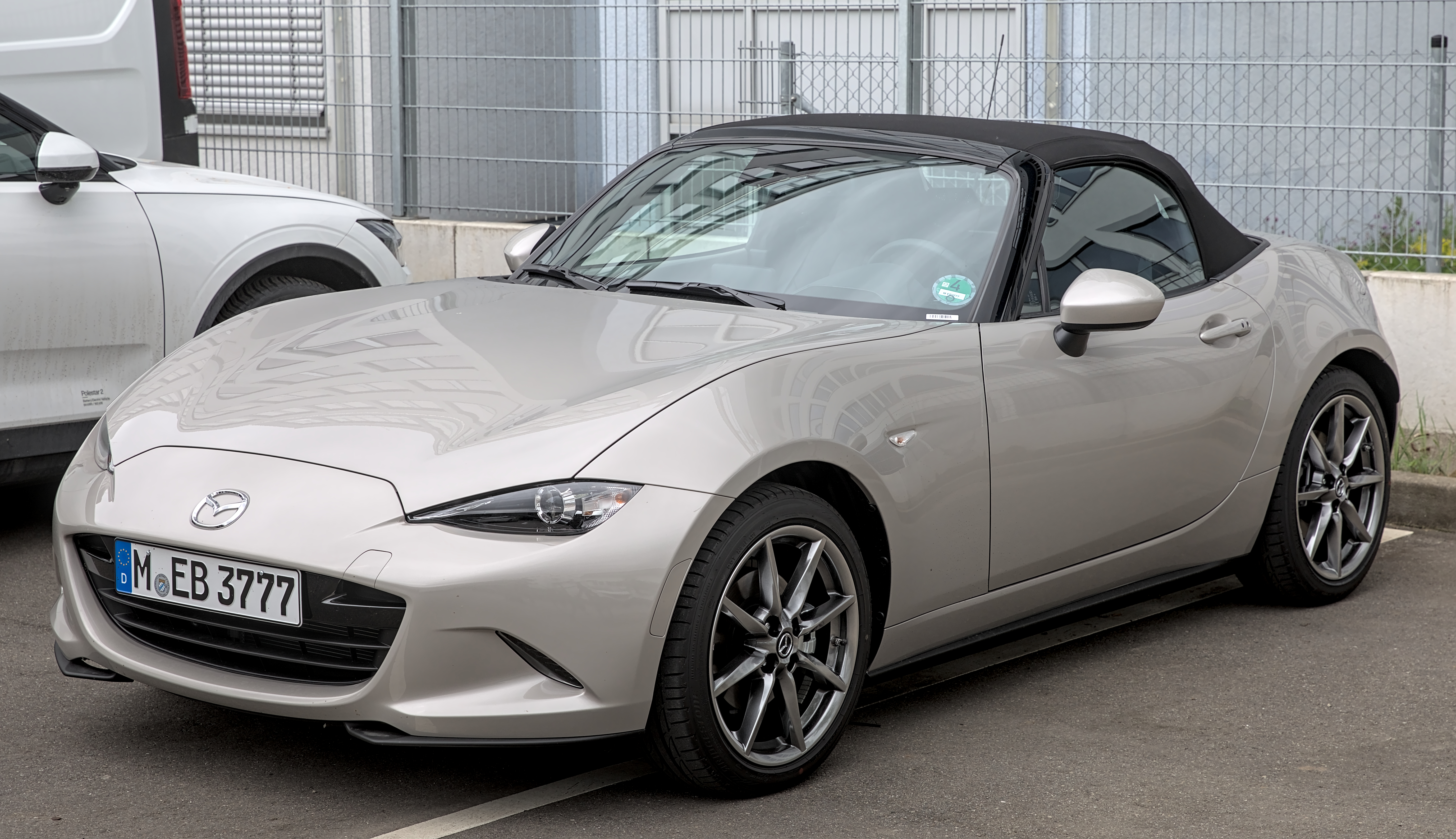
Mazda MX-5
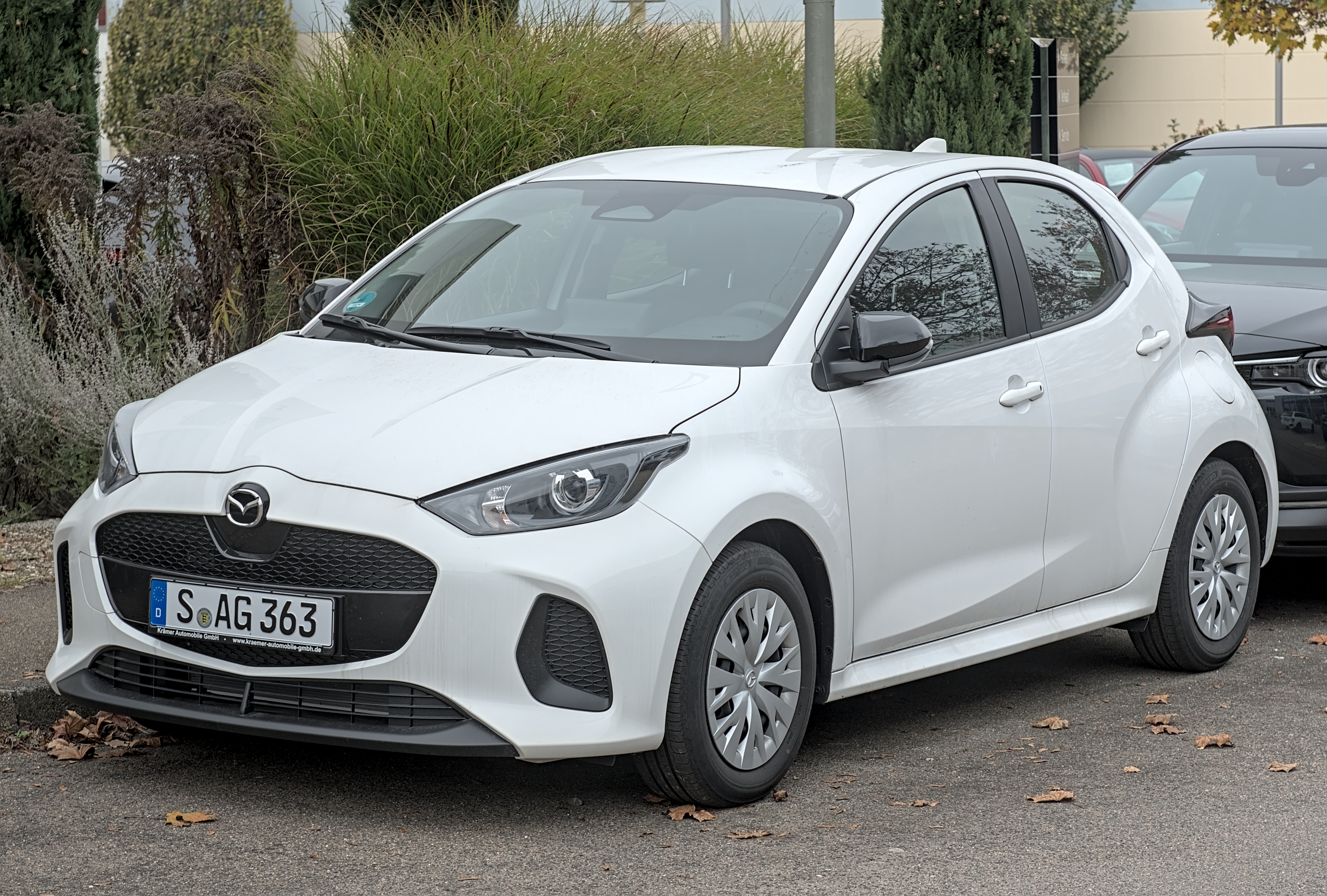
Mazda 2 Hybrid
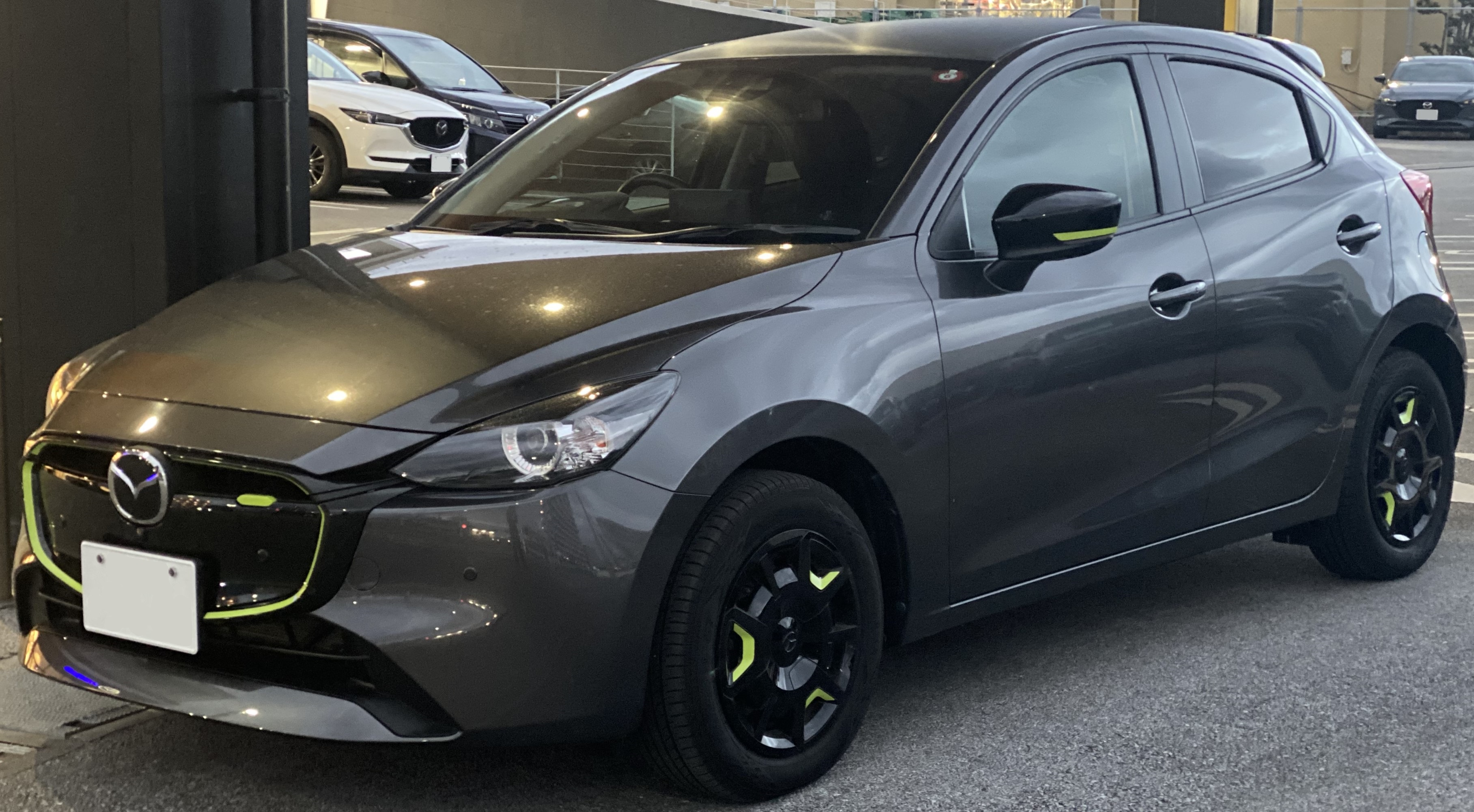
Mazda2
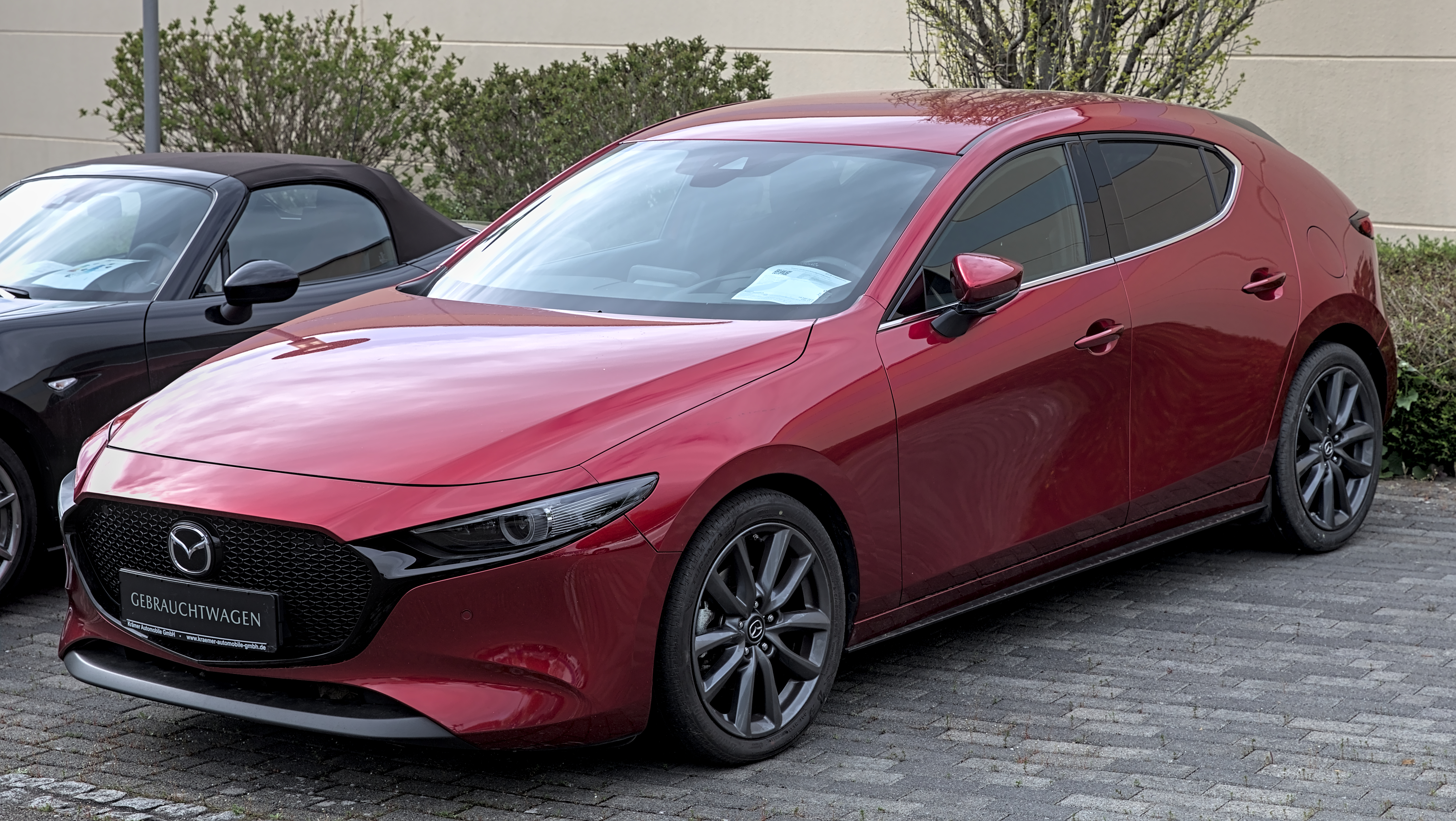
Mazda3 хетчбек
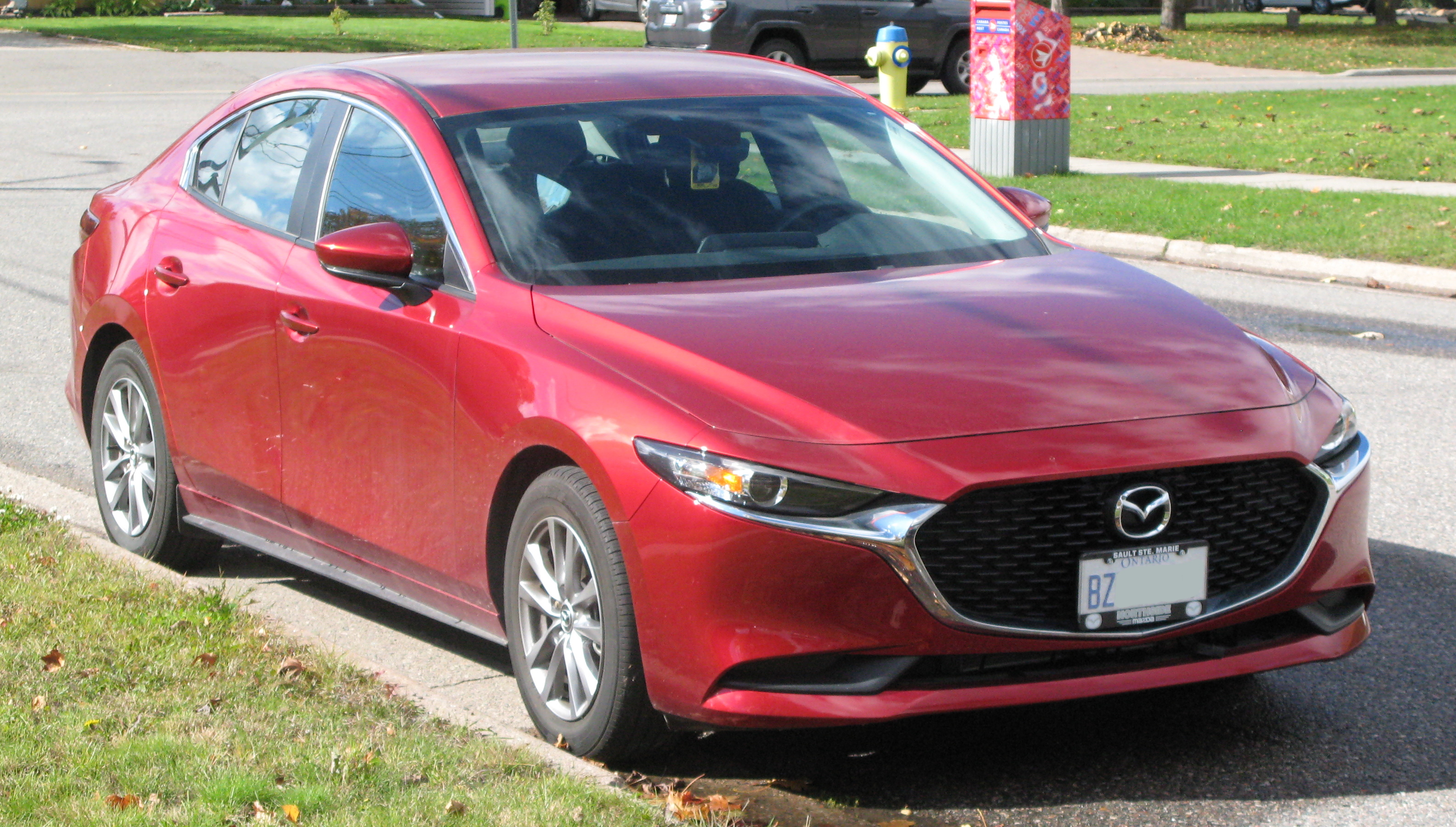
Mazda3 седан
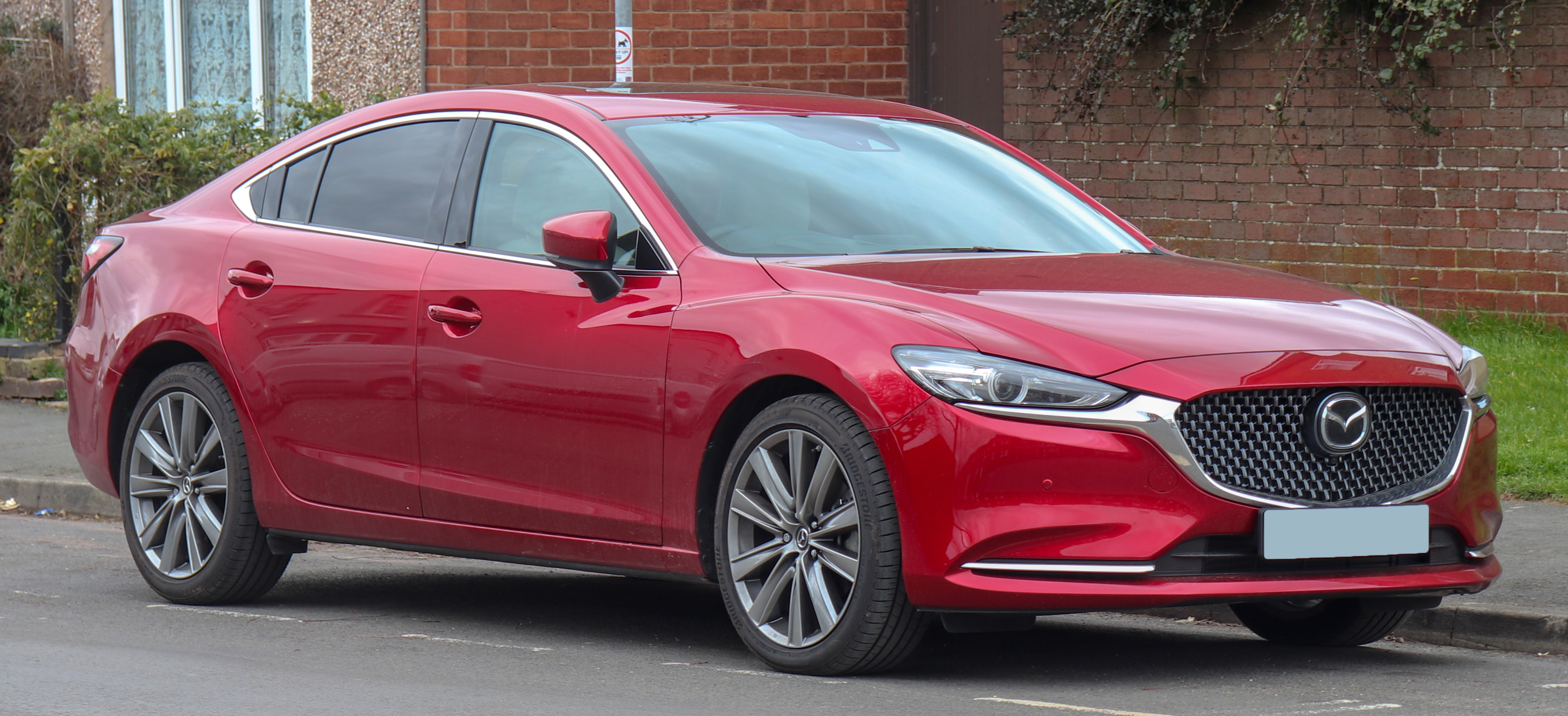
Mazda 6
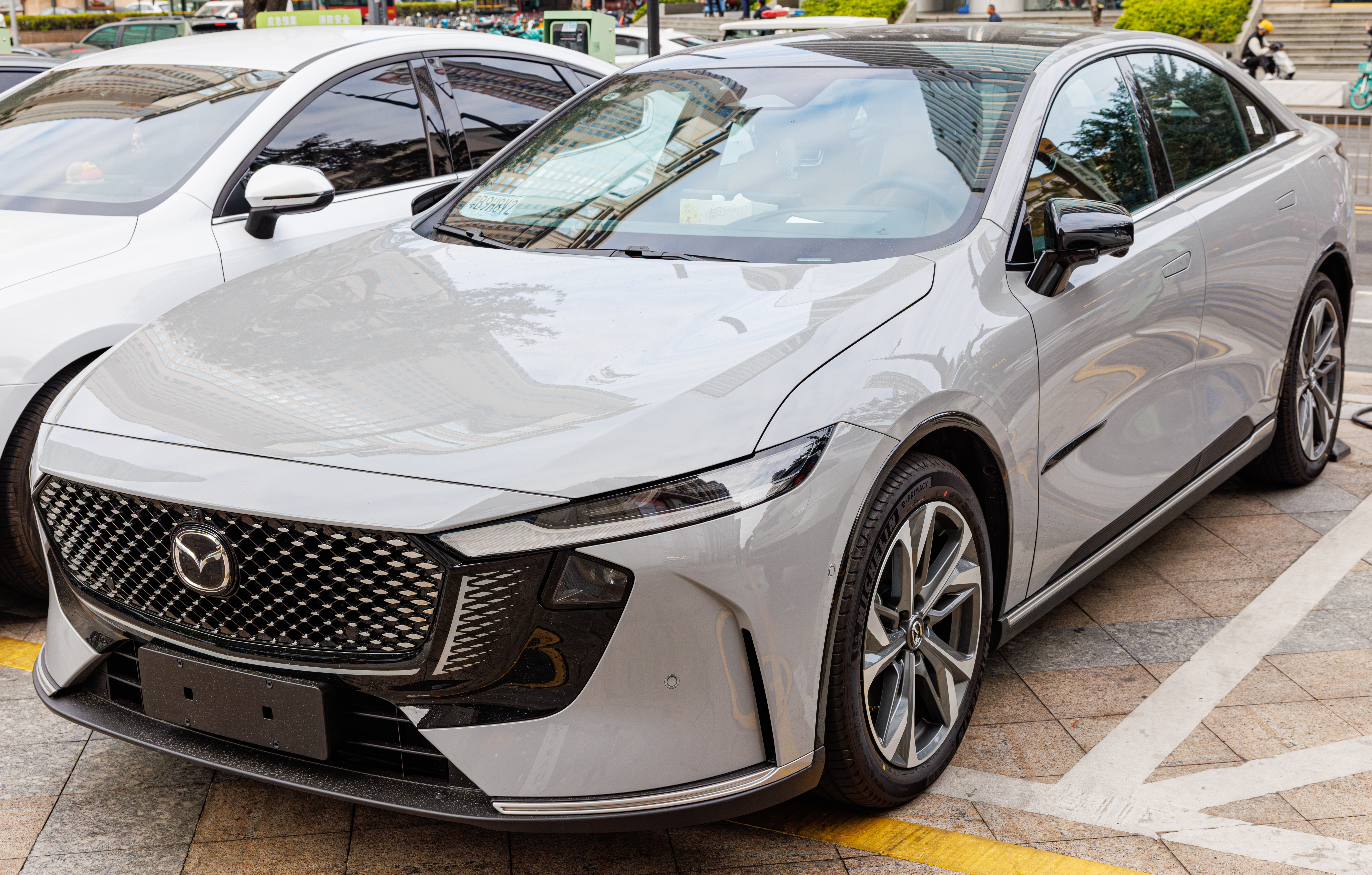
Mazda 6e
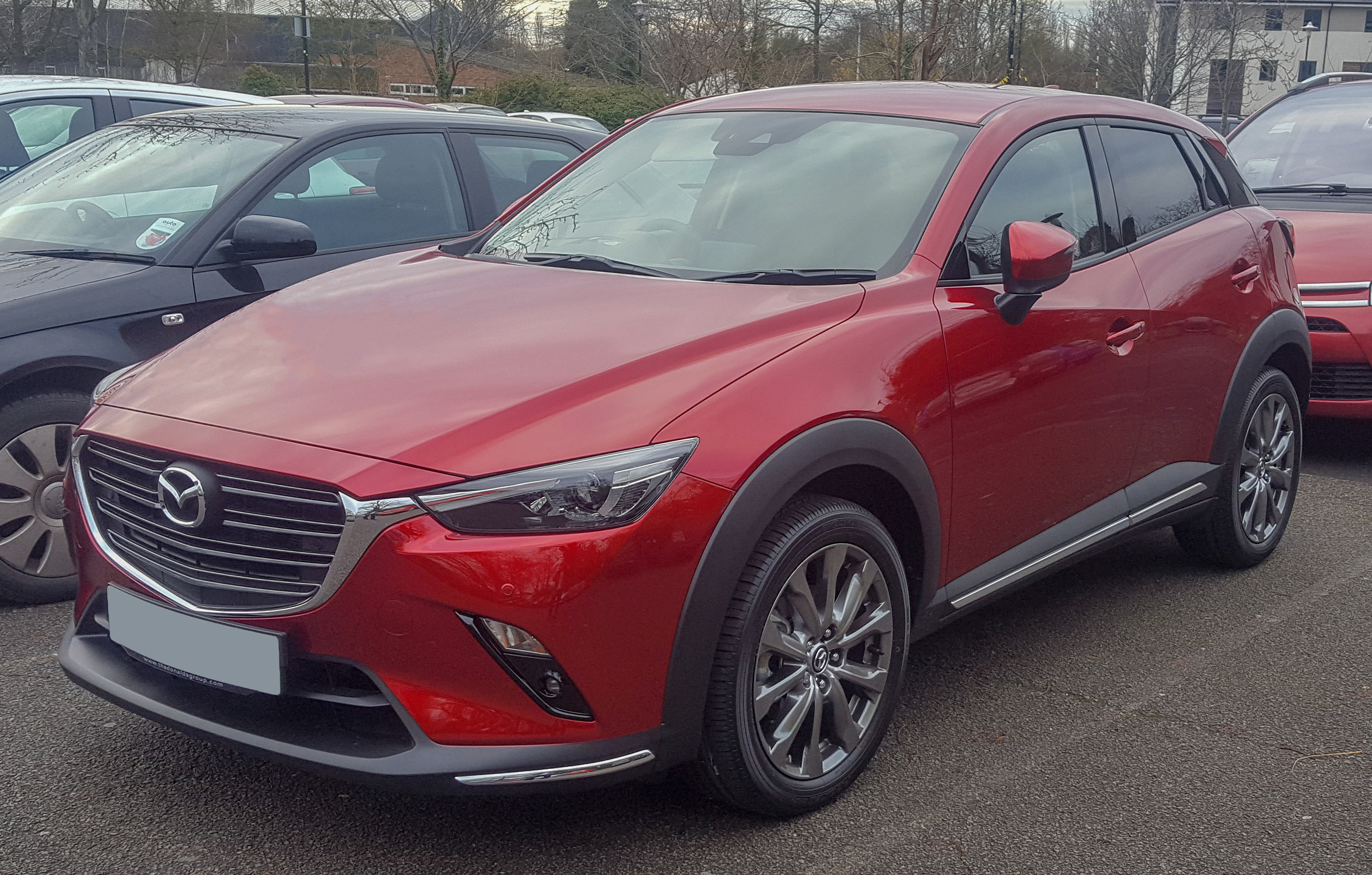
Mazda CX-3
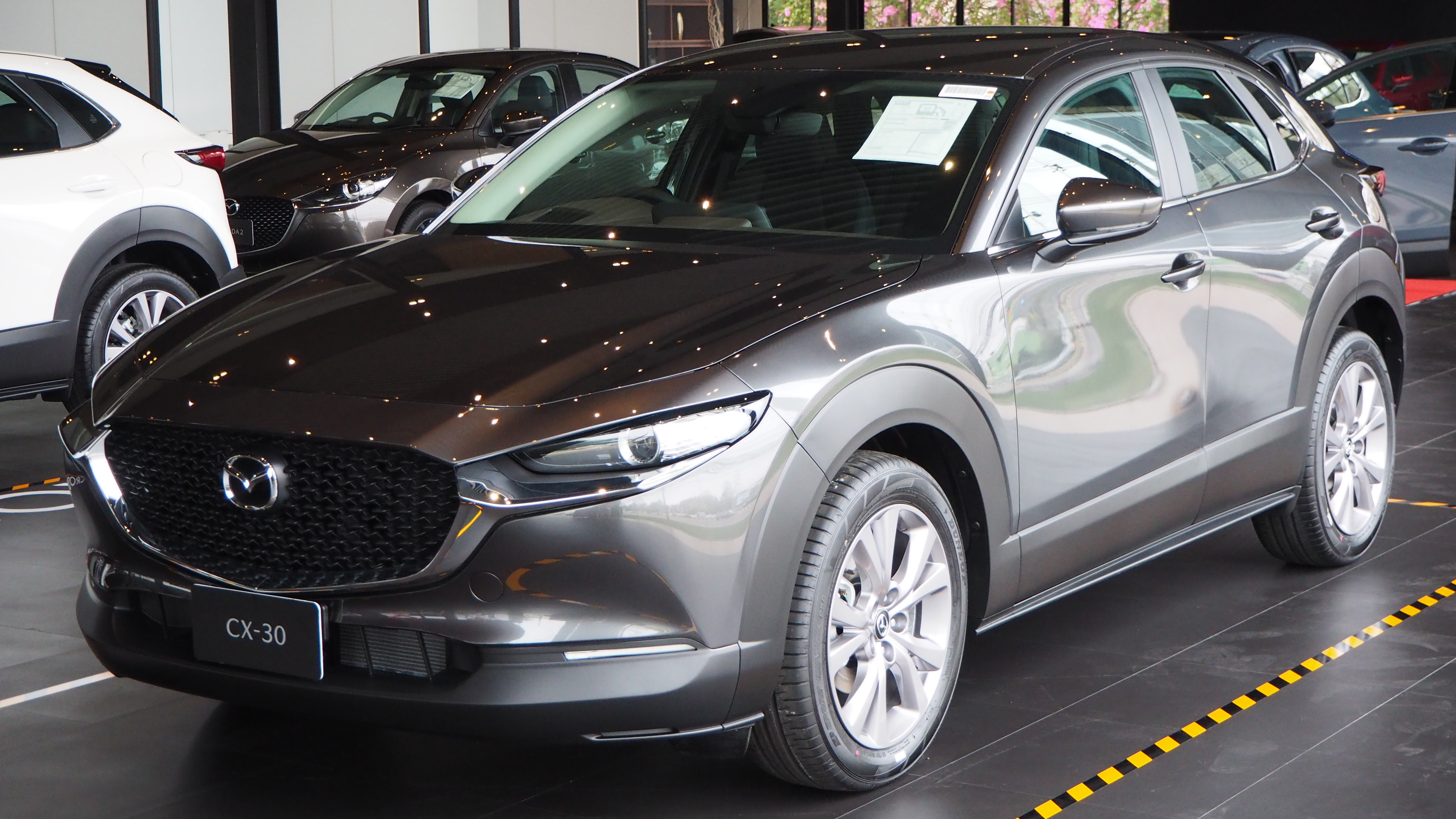
Mazda CX-30
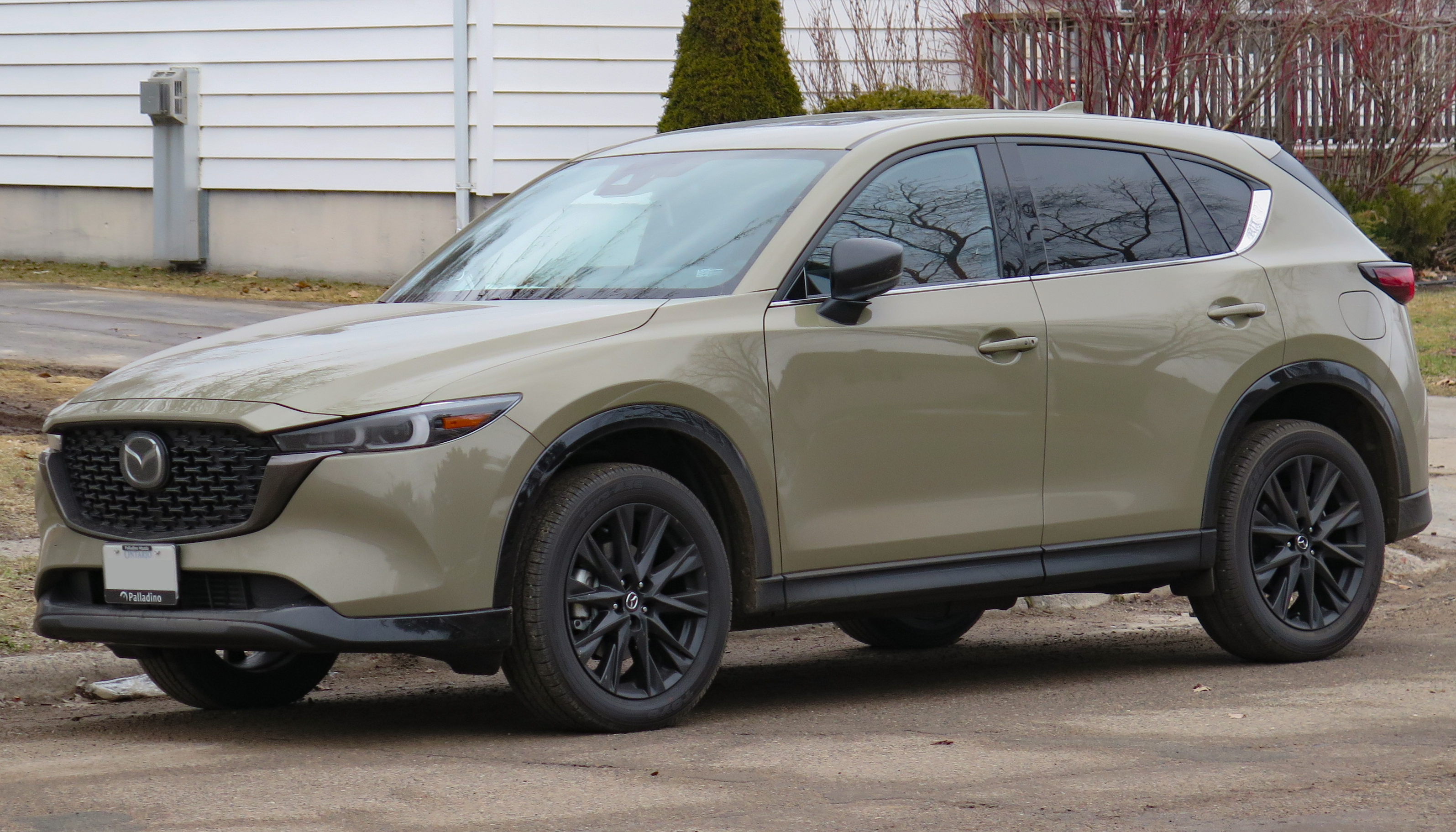
Mazda CX-5
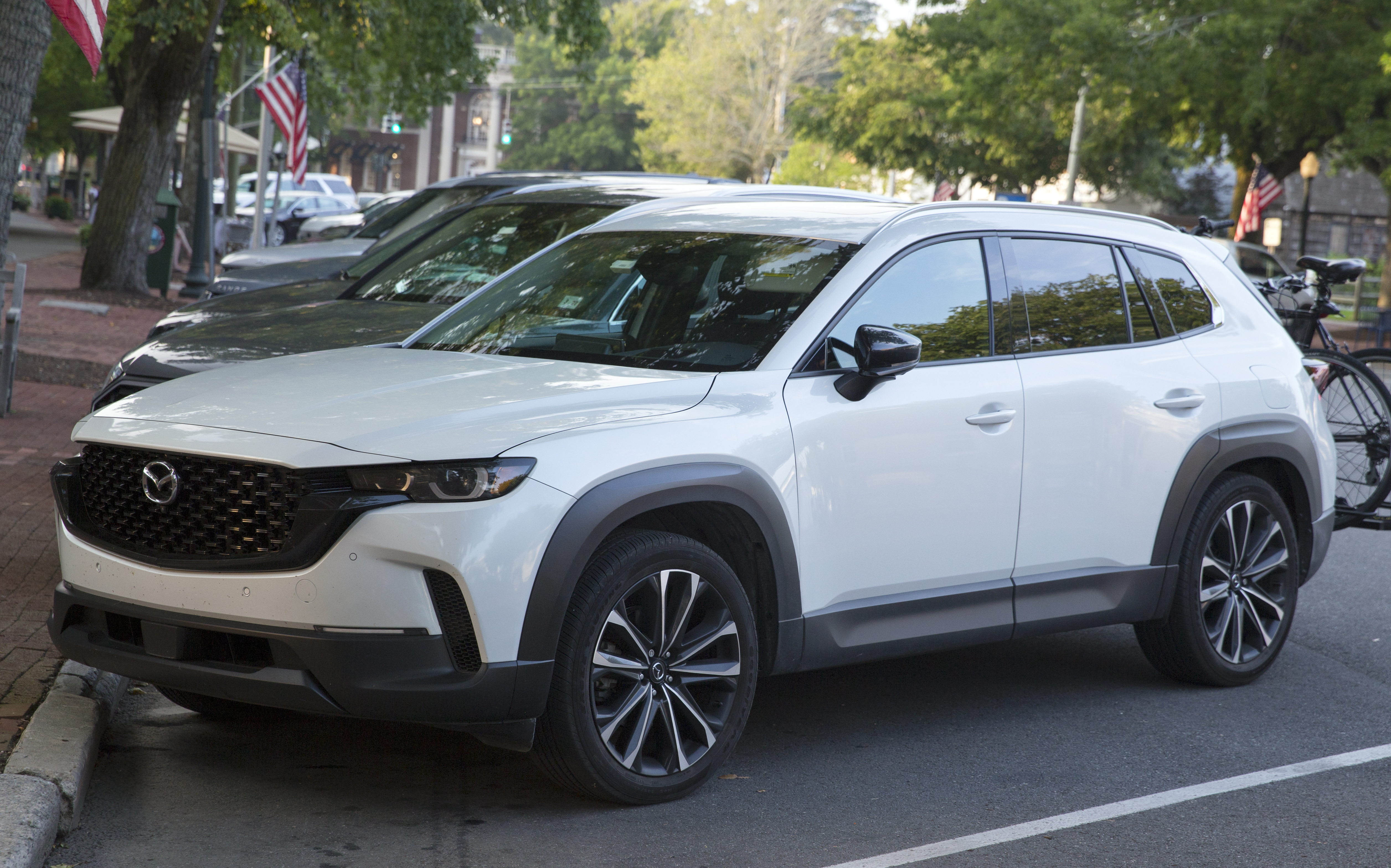
Mazda CX-50
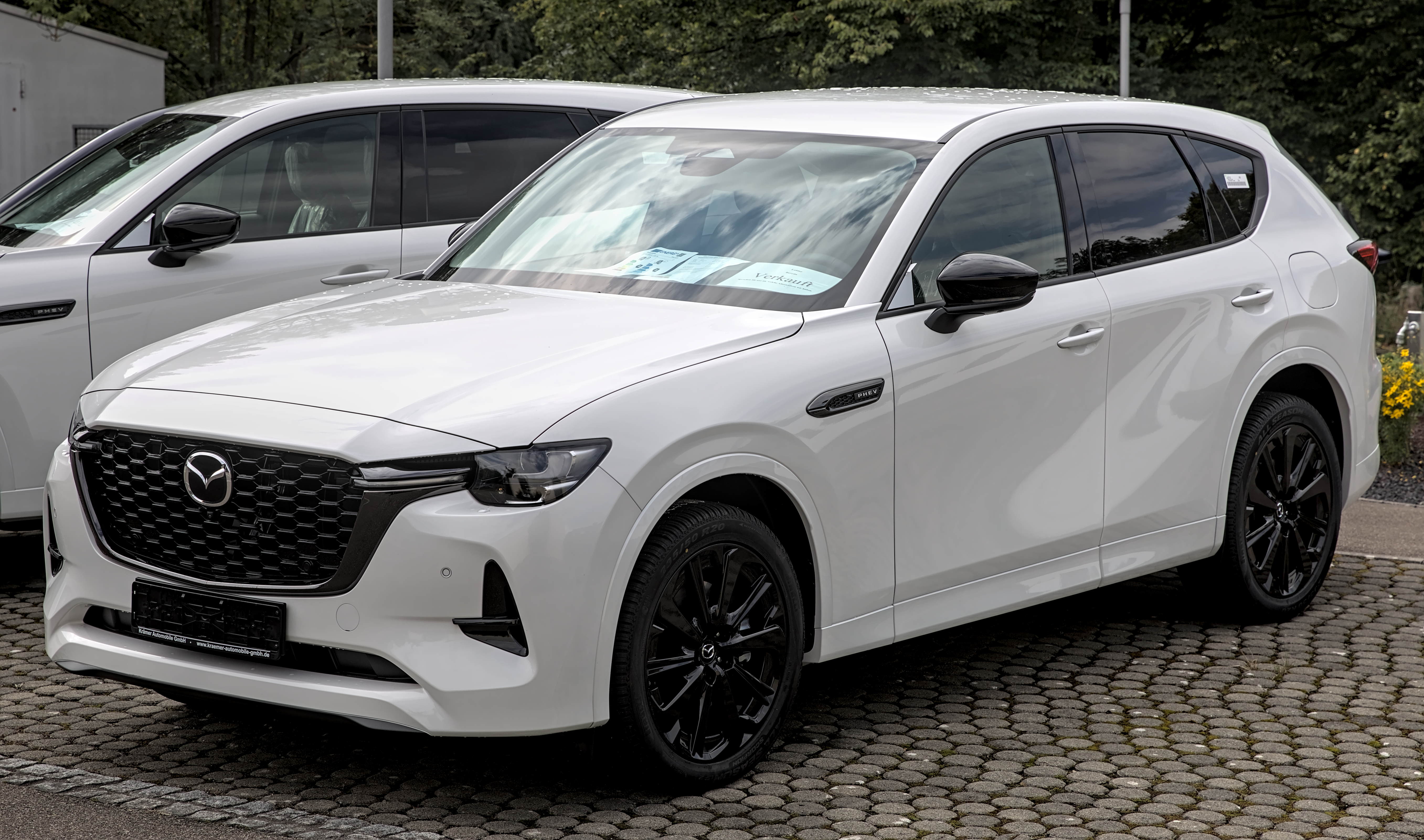
Mazda CX-60
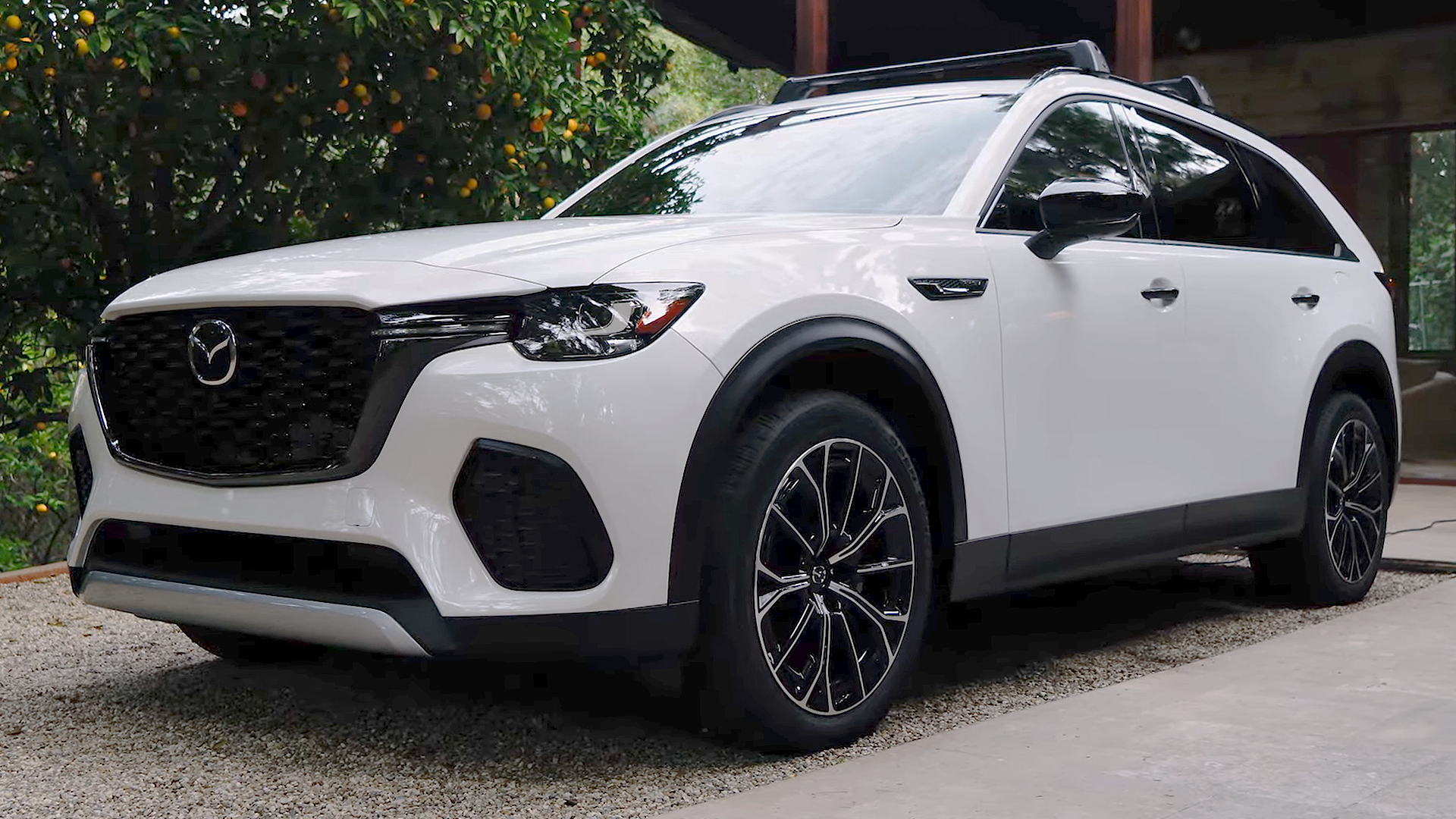
Mazda CX-70
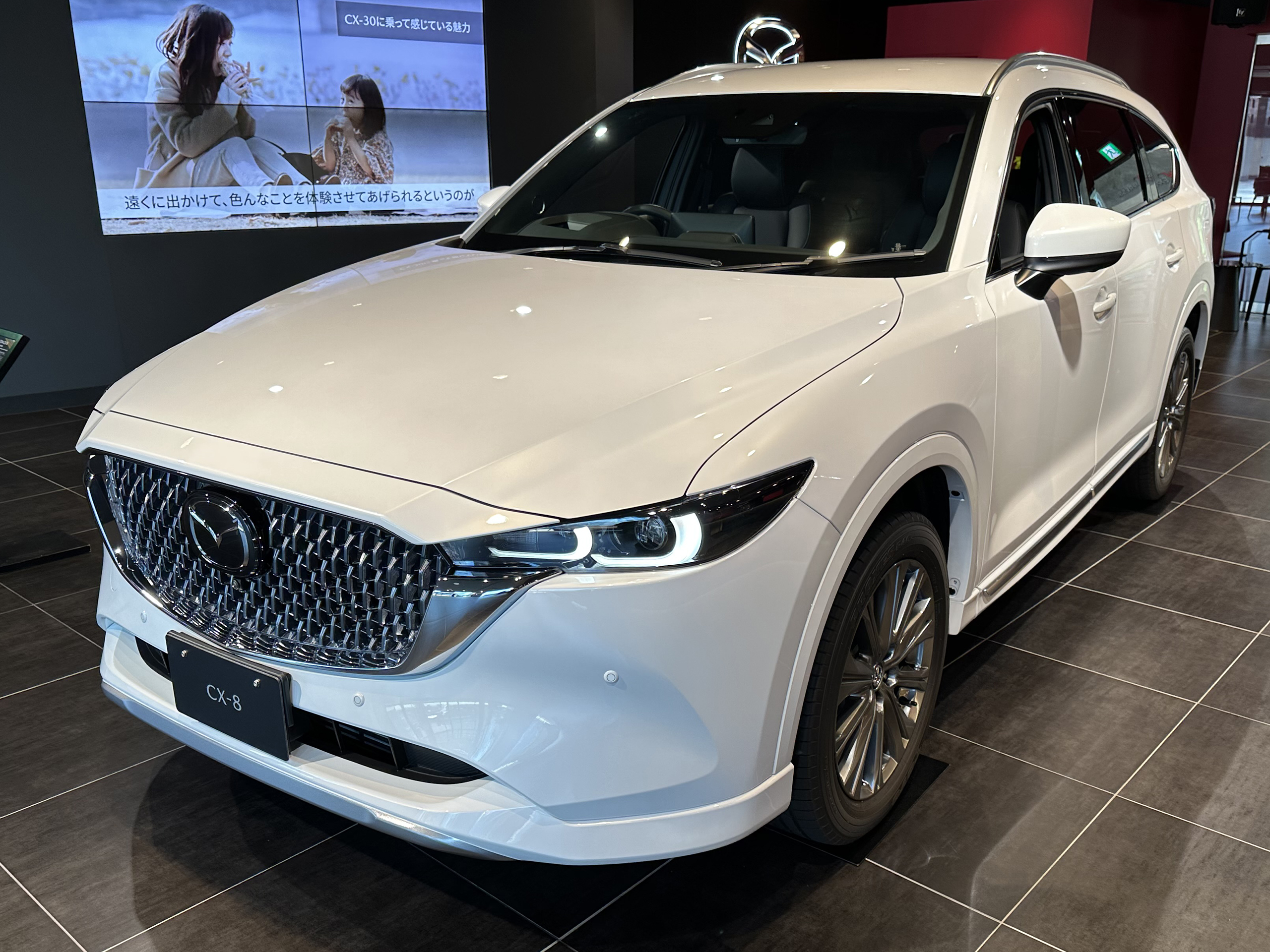
Mazda CX-8
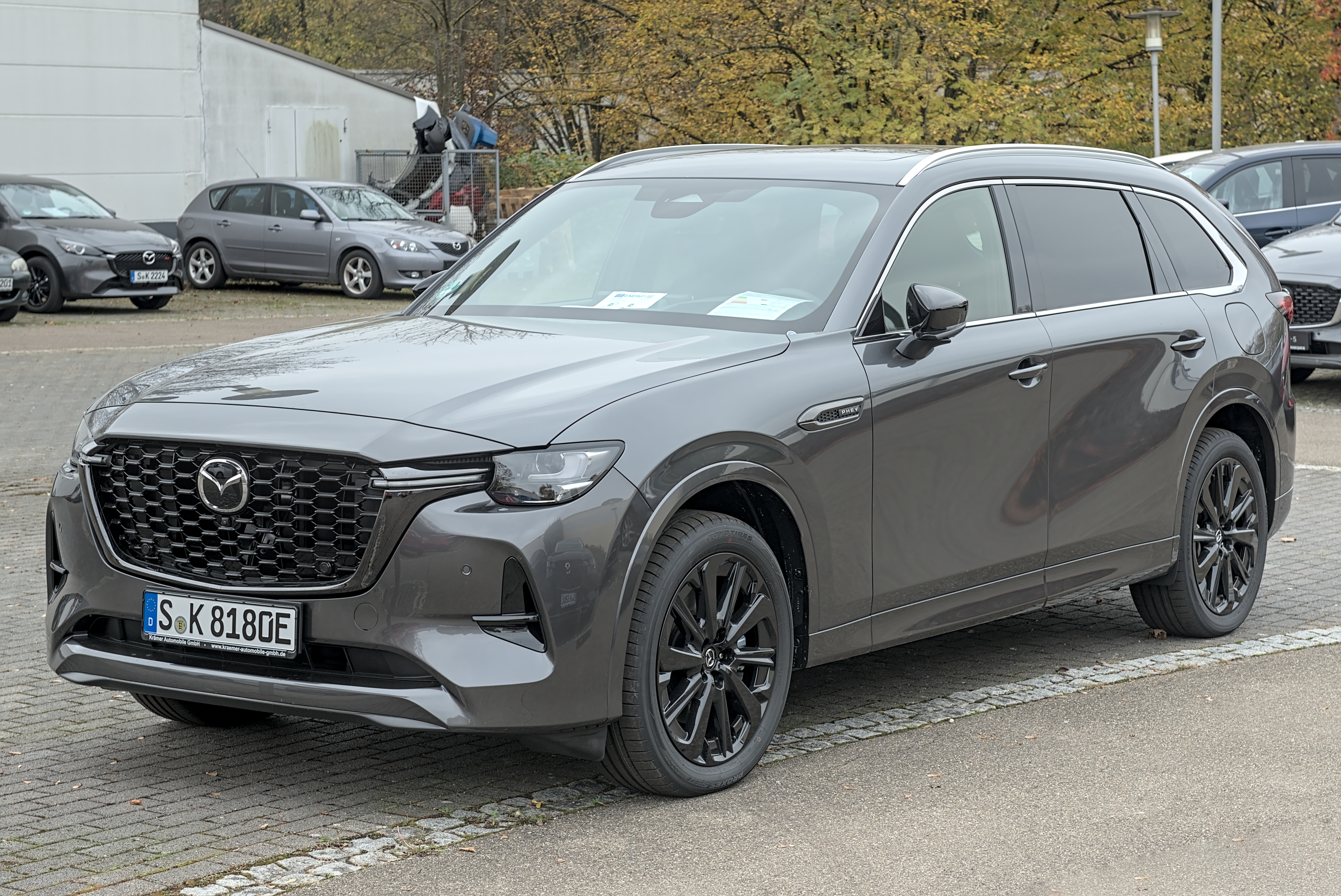
Mazda CX-80
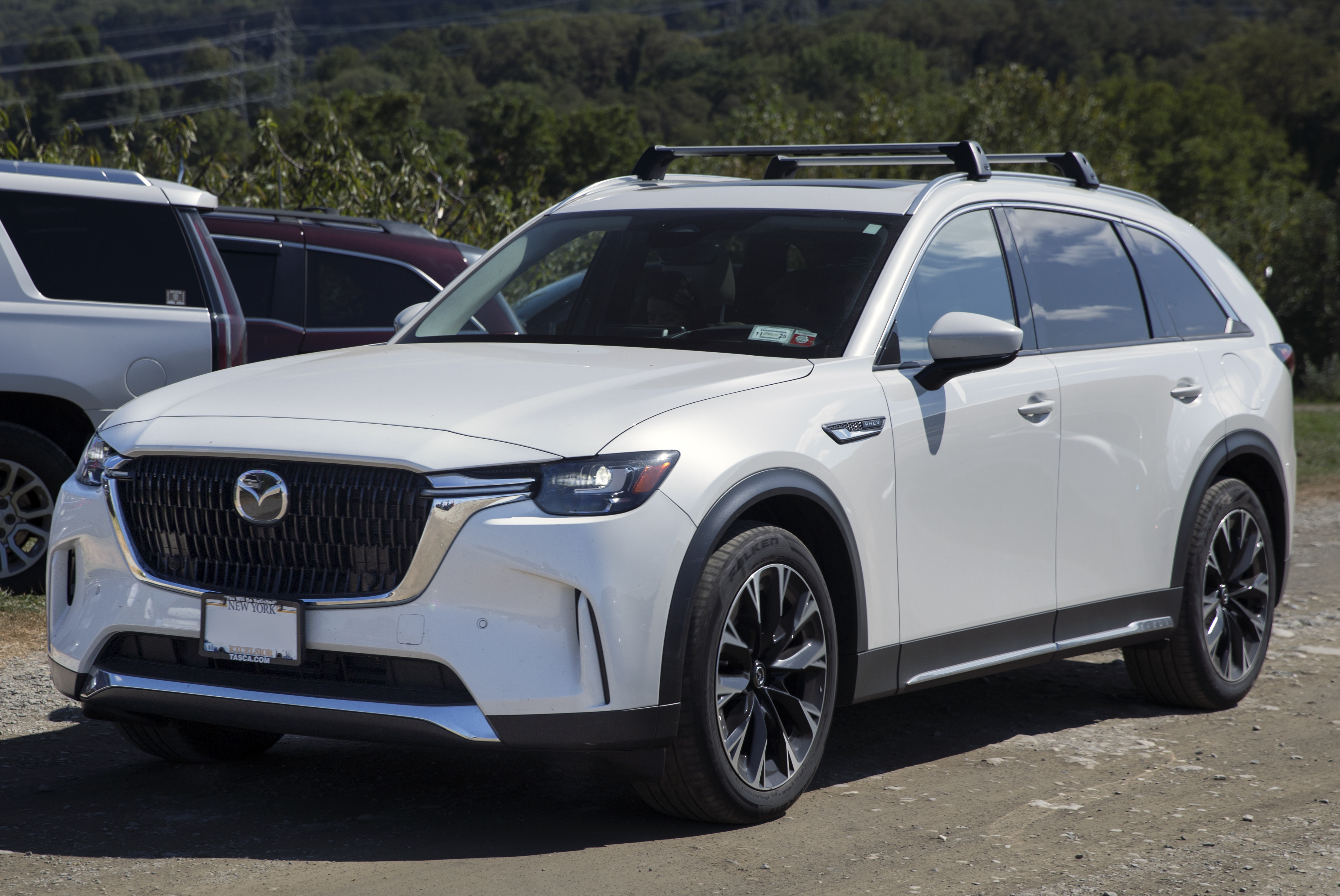
Mazda CX-90
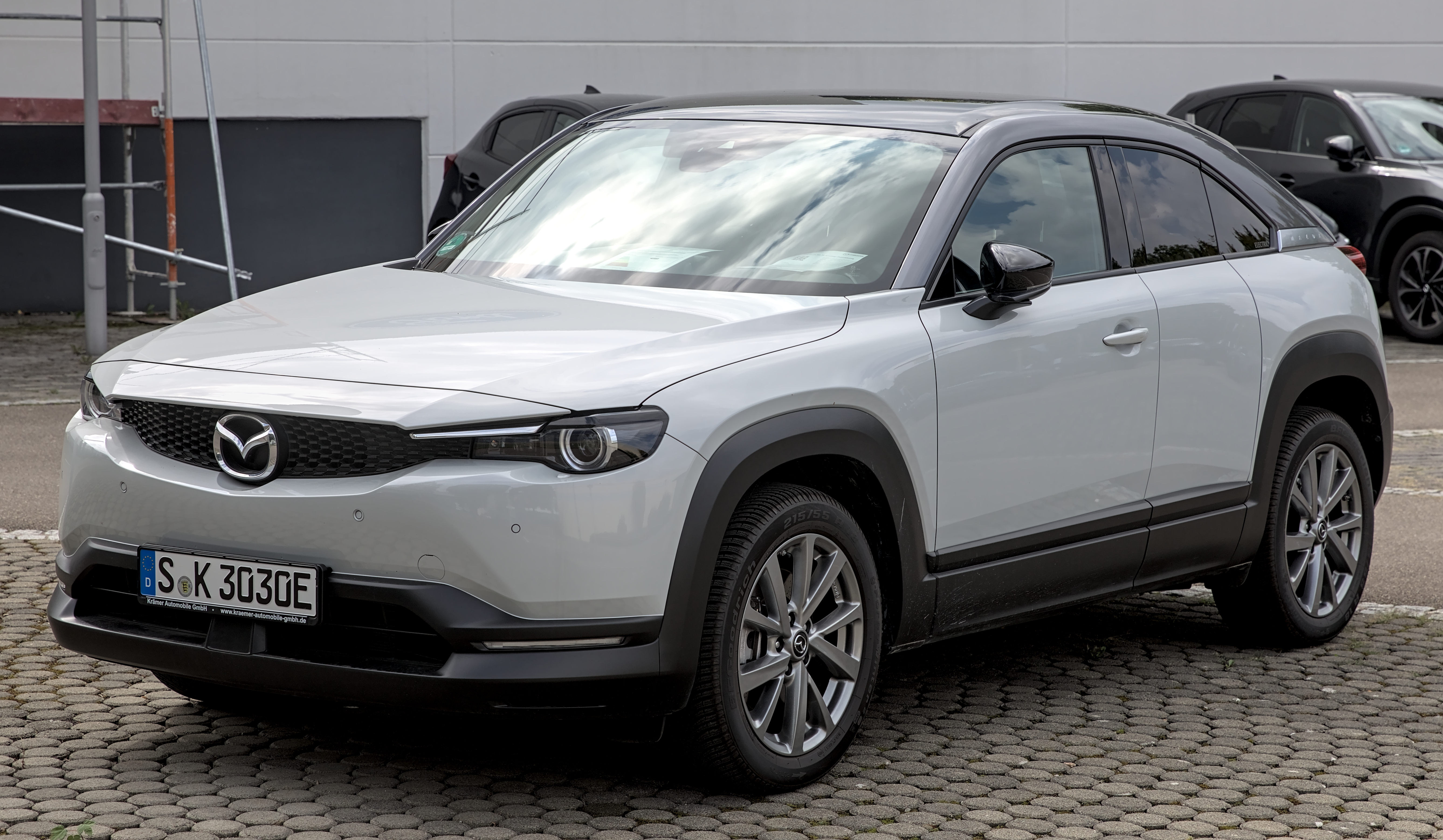
Mazda MX-30
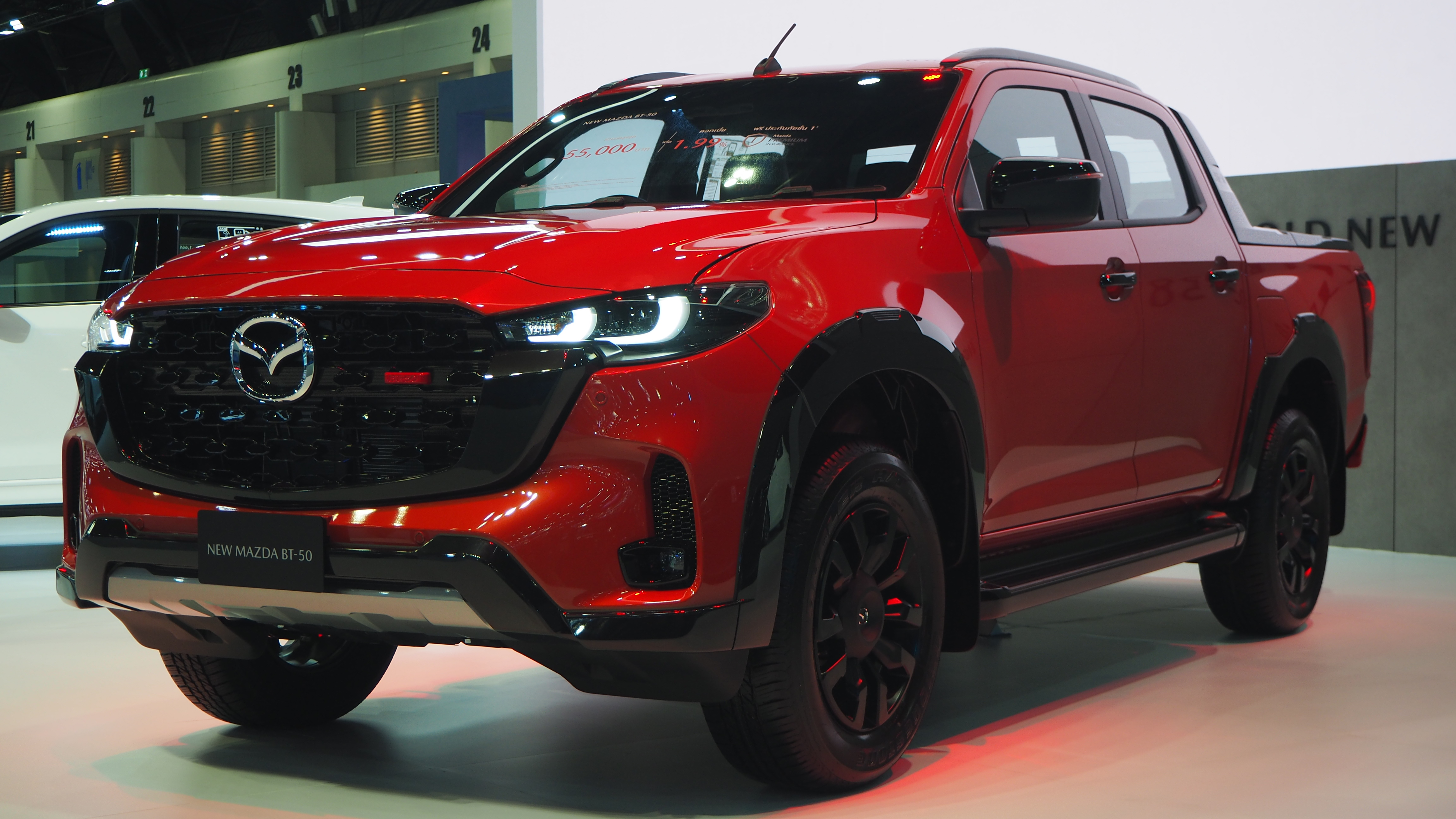
Mazda BT-50
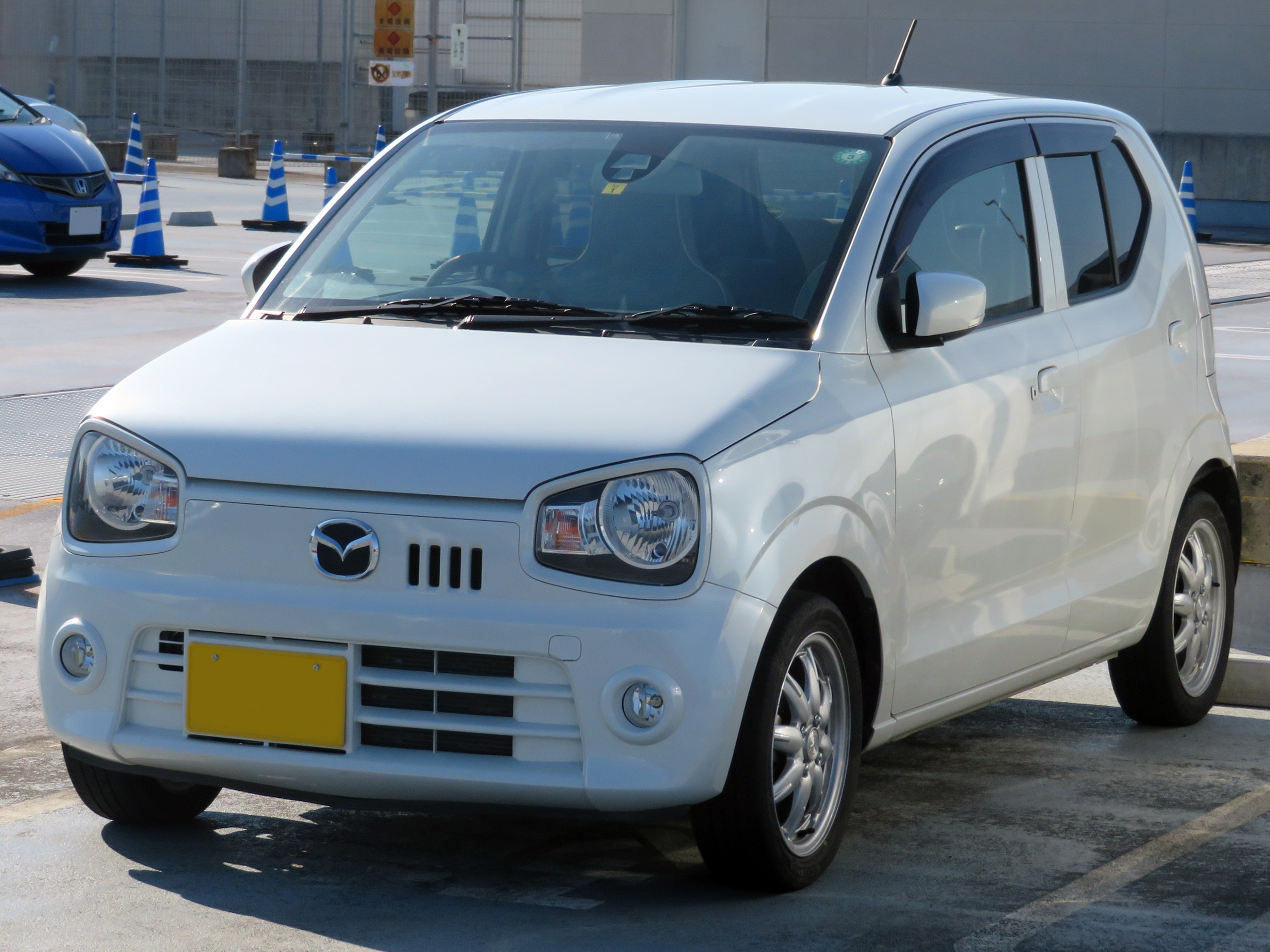
Mazda Carol
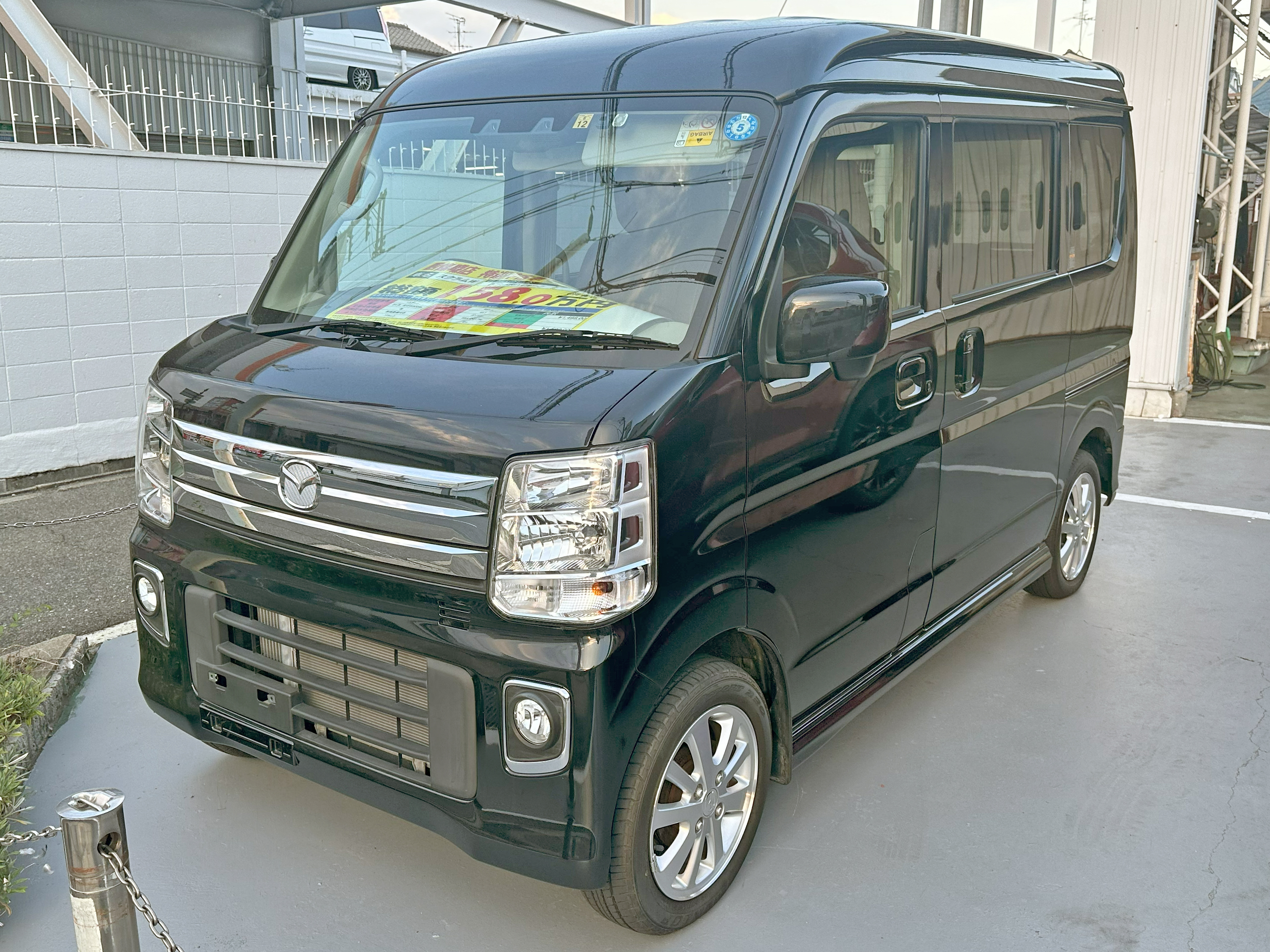
Mazda Scrum
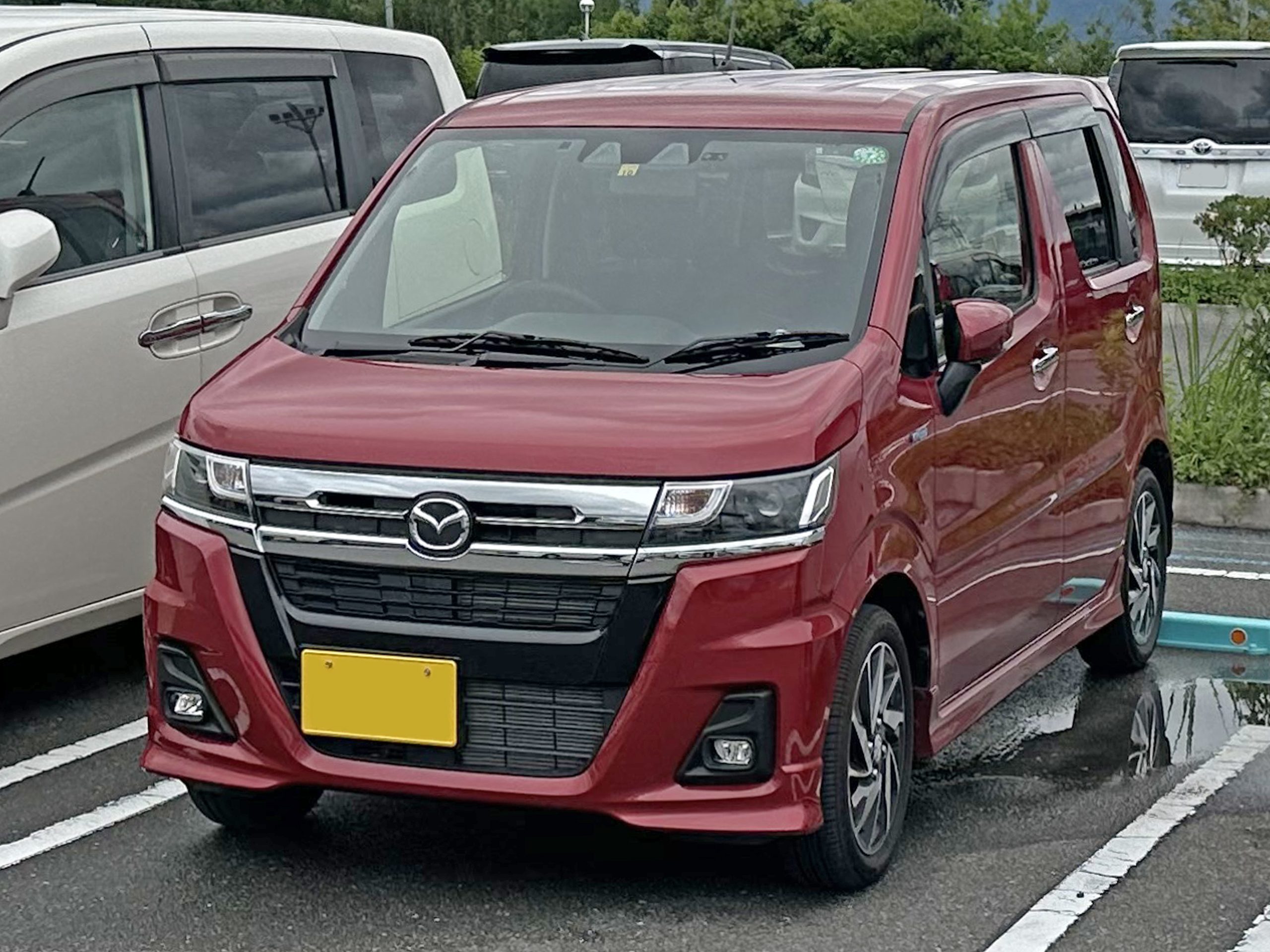
Mazda Flair
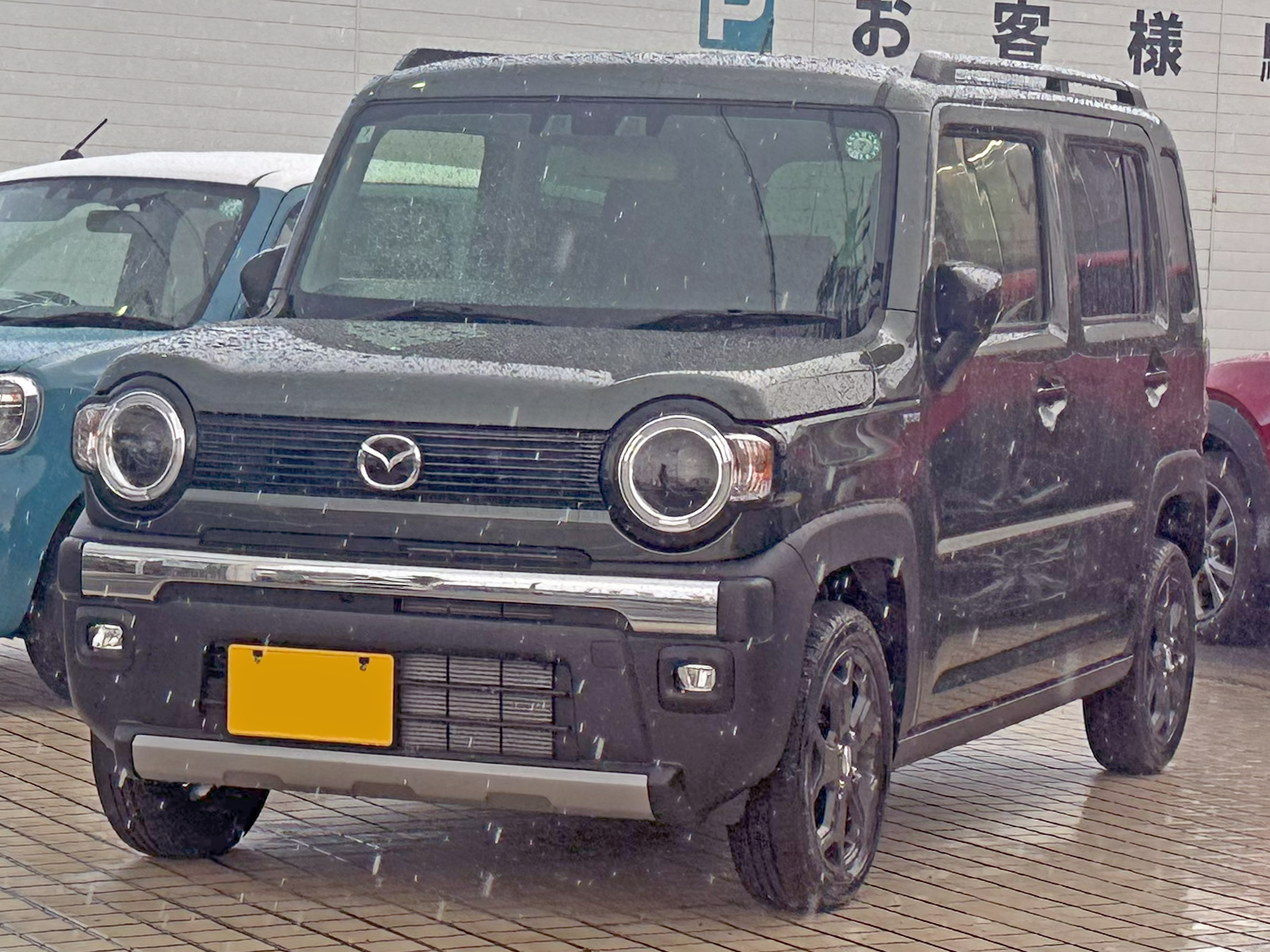
Mazda Flair Crossover
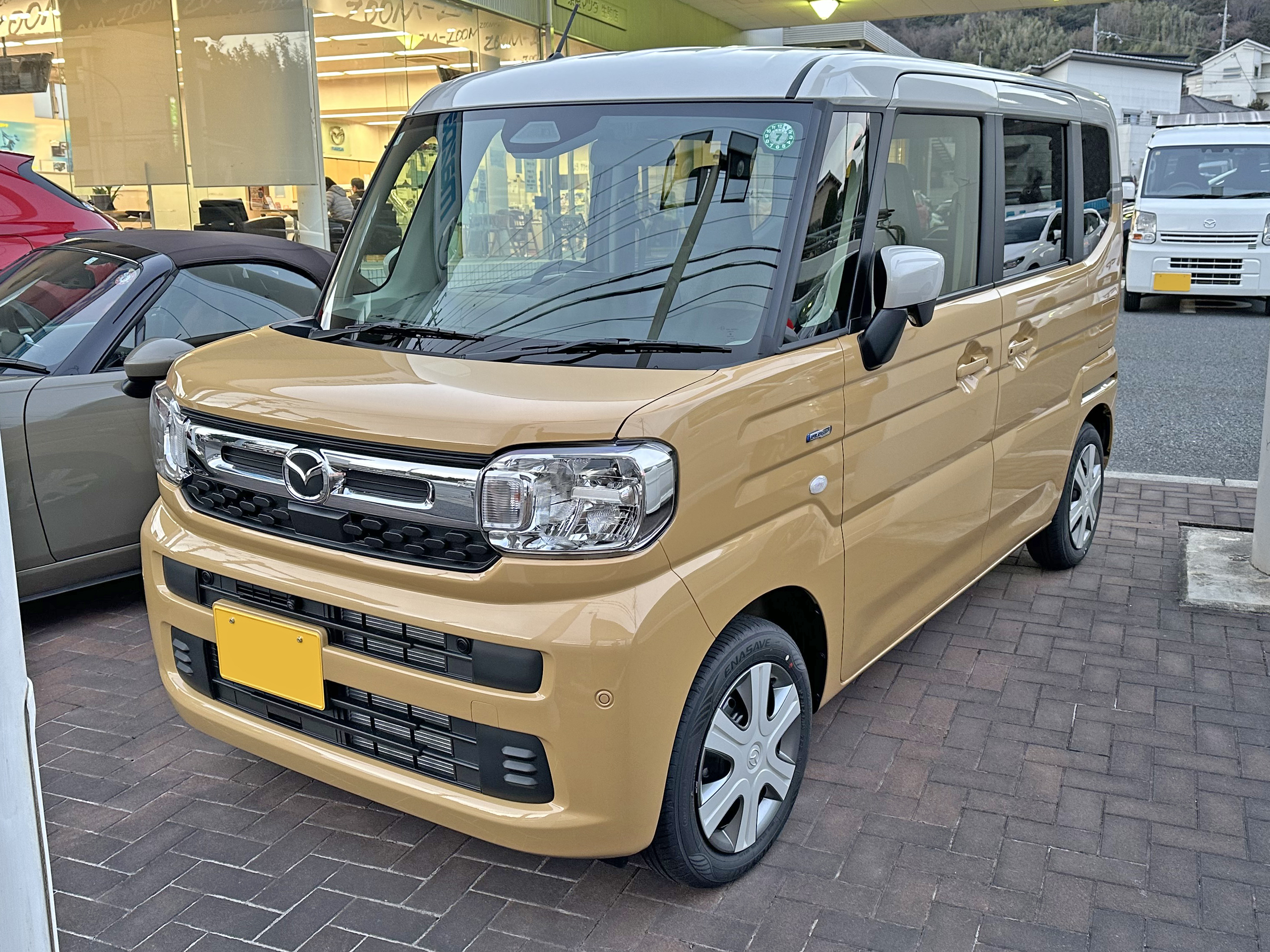
Mazda Flair Wagon
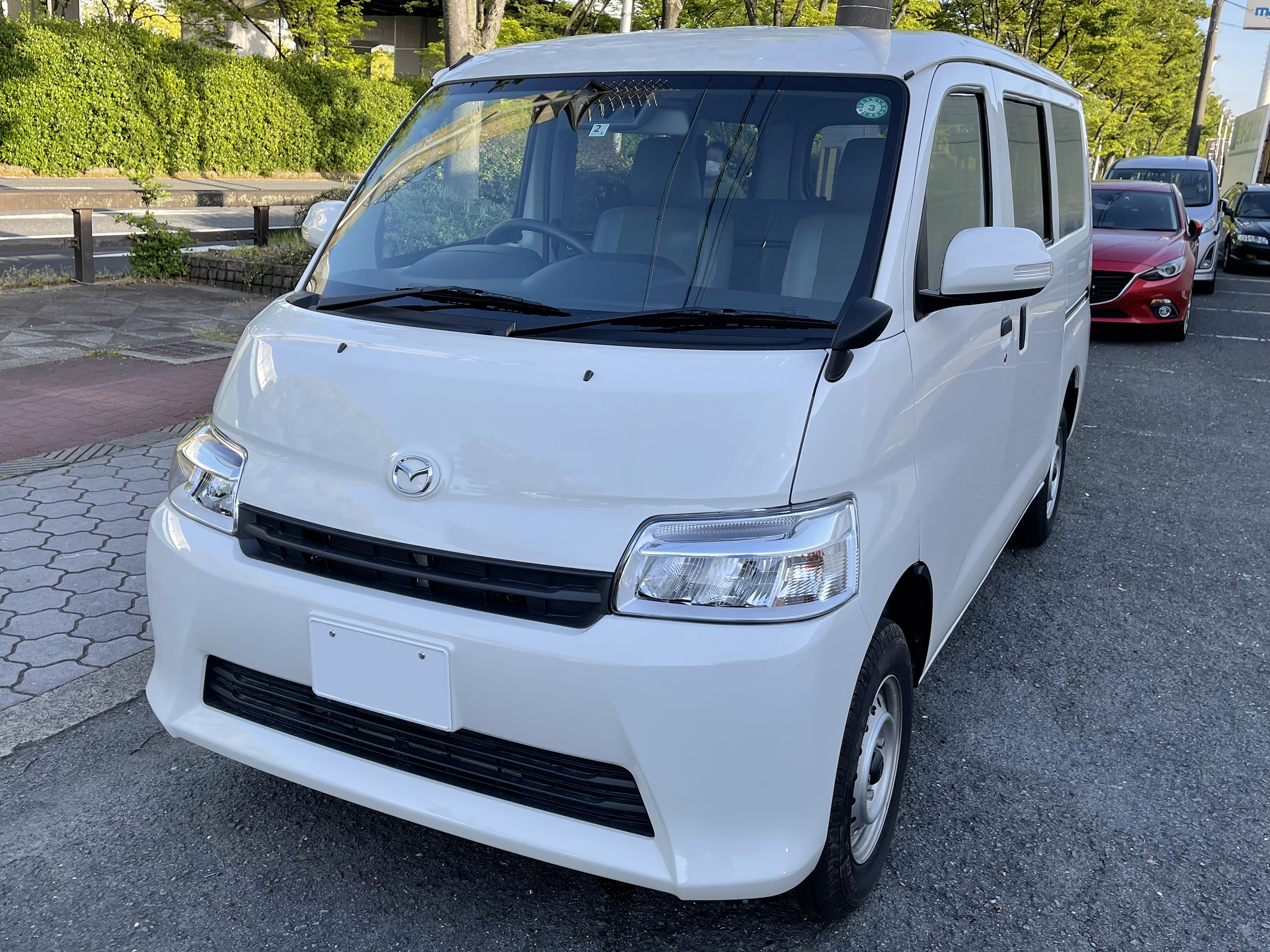
Mazda Bongo
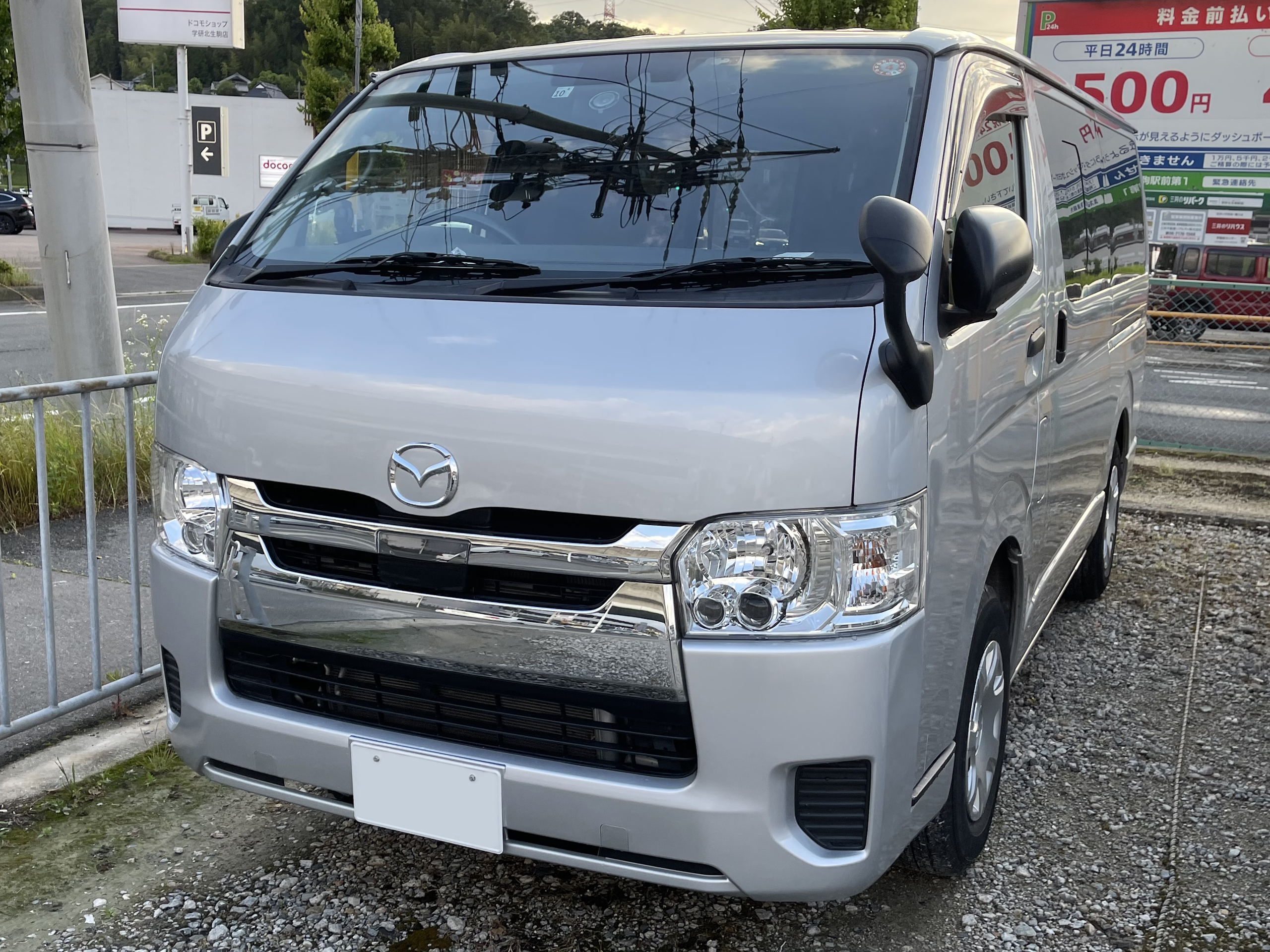
Mazda Bongo Brawny
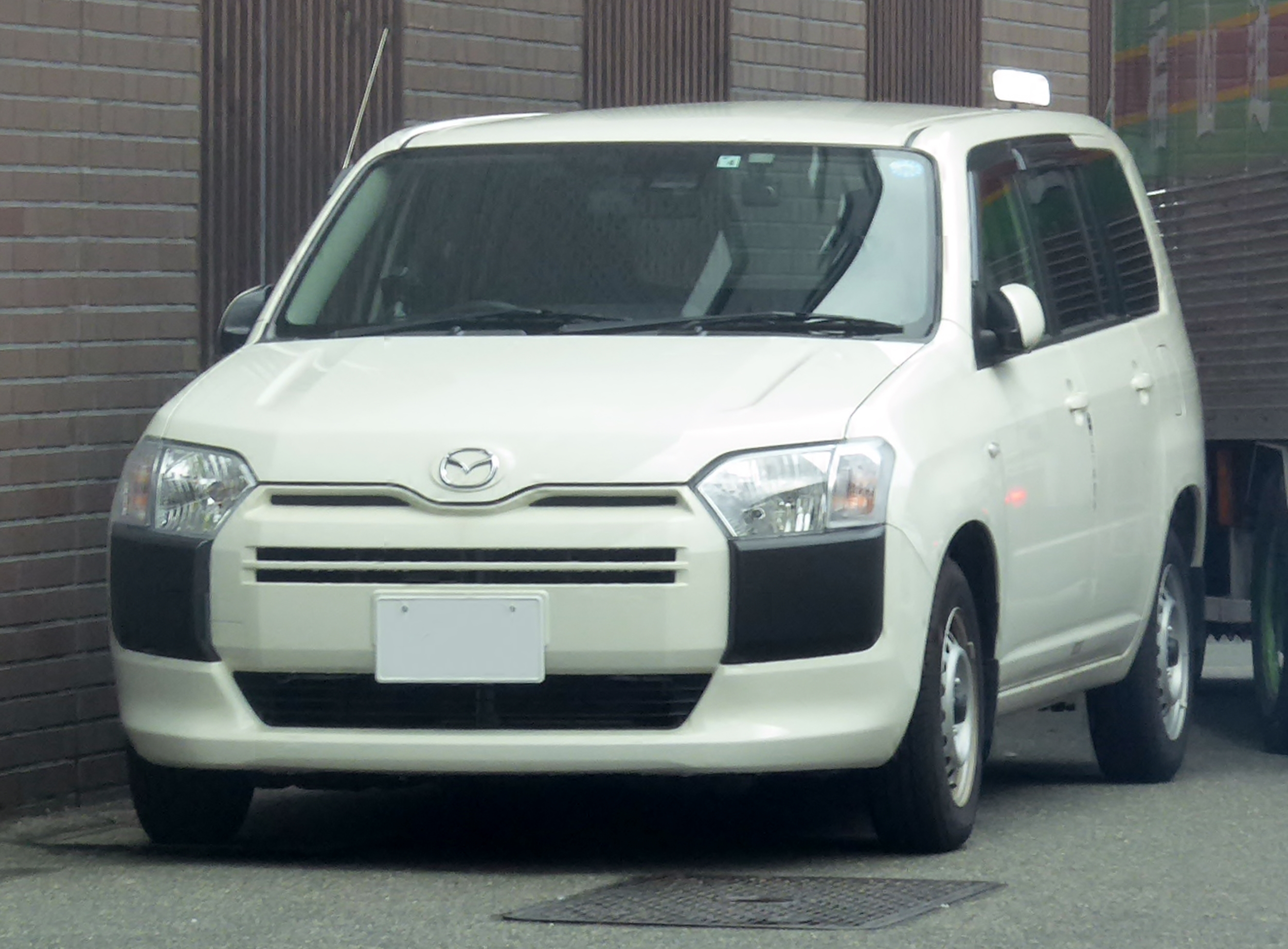
Mazda Familia Van
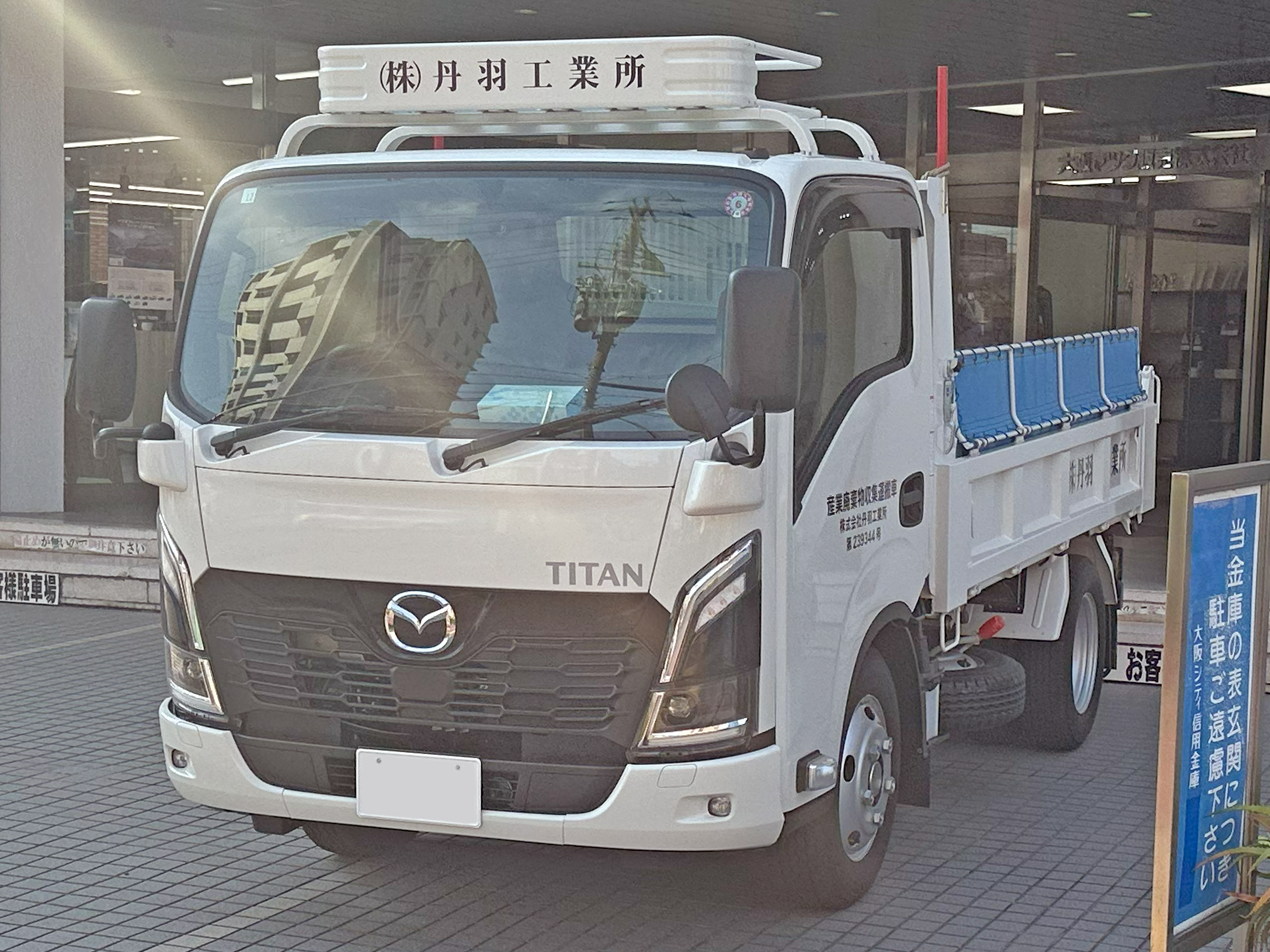
Mazda Titan